# Calldetenes
Calldetenes è un comune spagnolo di 2 426 abitanti situato nella comunità autonoma della Catalogna.